# Toyota Camry (XV30)
Toyóta Cámry XV30 — п'яте покоління легкового автомобіля бізнес-класу компанії Тойота — Toyota Camry. Дана модель вироблялася з червня 2001 року по січень 2006 року. Серія XV30 представляла п'яте покоління Toyota Camry на всіх ринках за межами Японії, які йшли за різними поколіннями. Серія XV30 розподілена на різні модельні коди, що вказують на двигун. Чотирициліндрові моделі використовують ACV30 (передньопривідні) та ACV35 (повнопривідні) коди, а MCV30 (3.0-літри) та MCV31 (3.3-літри) призначенні для шестициліндрових версій.
In September 2001, for the 2002 model year, the Toyota Camry was released as a larger sedan (taking styling cues from the successful Vitz, Corolla, and Solara) only, but without a station wagon for the first time. Due to station wagons losing popularity to minivans and crossover SUVs, the Camry wagon was replaced by the Sienna minivan (in North America only) and the Highlander SUV, both vehicles utilizing the Camry's platform.

## Історія створення

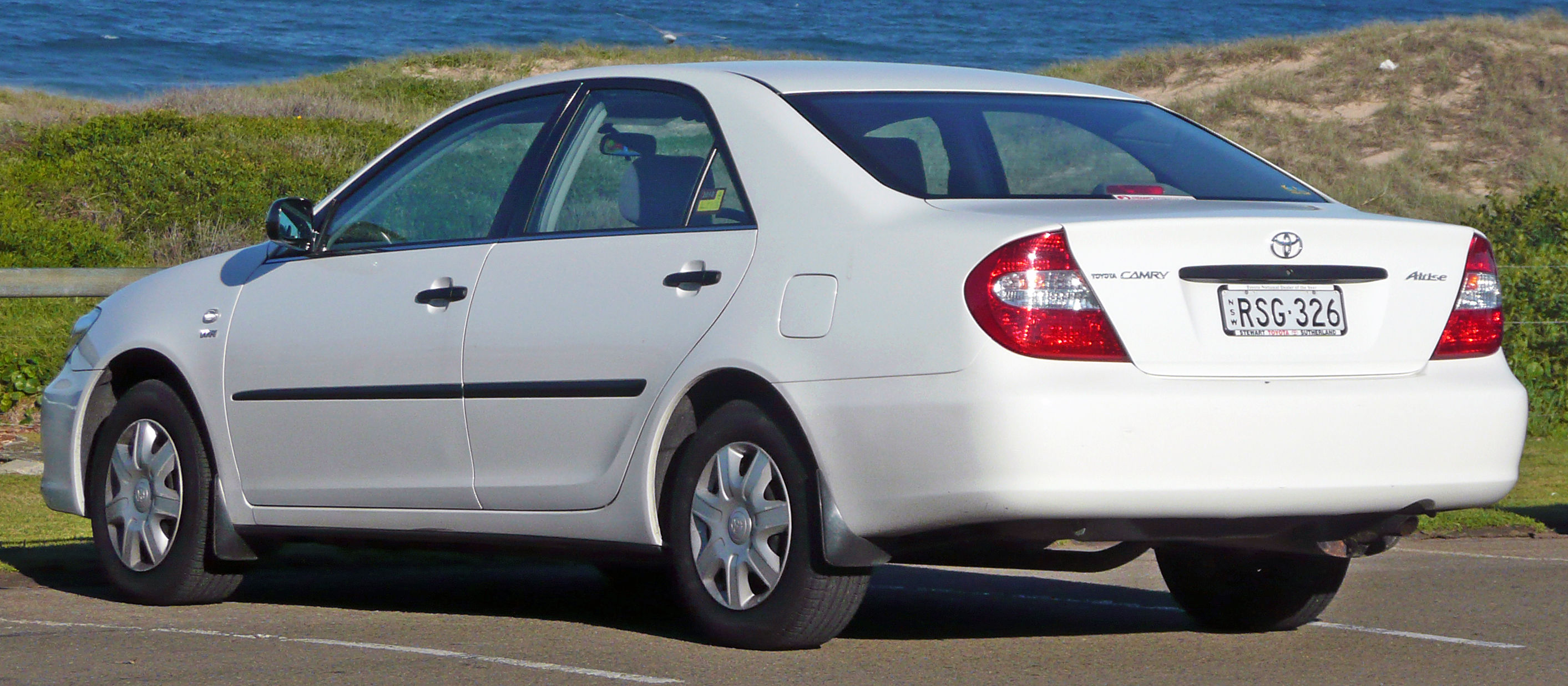
Toyota Camry (XV30)

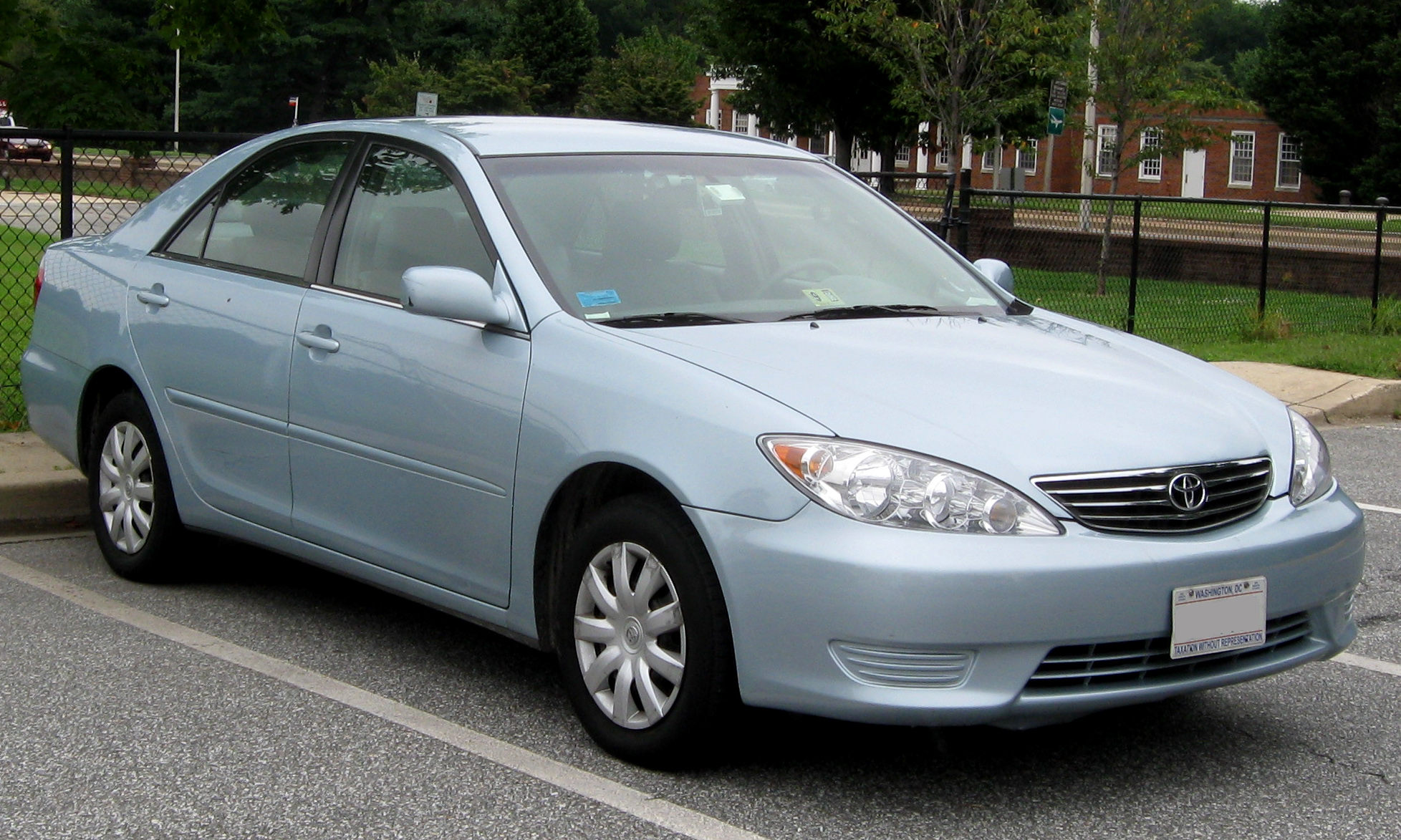
Toyota Camry (XV30, 2004-2006)

Розробка п'ятого покоління Camry — XV30 почалася 1997 року, одразу після запуску XV20 в серію, головним інженером проекту став Kosaku Yamada. 1999 року, за 26 місяців до запланованого виробництва, для моделі був обраний новий дизайн Hiroyuki Metsugi і пізніше заморожений у липні 1999 року, до початку виробництва у червні 2001 року. Процес розгортання виробництва (який почався у квітні 1999 року) скоротився на 10 місяців — до 26, у порівнянні з XV20, виробництво якої розгортали 36 місяців. Патенти на дизайн були подані в Японському патентному бюро 25 січня 2000 року і зареєстровані за патентом № 1142401.

## Дизайн і двигуни

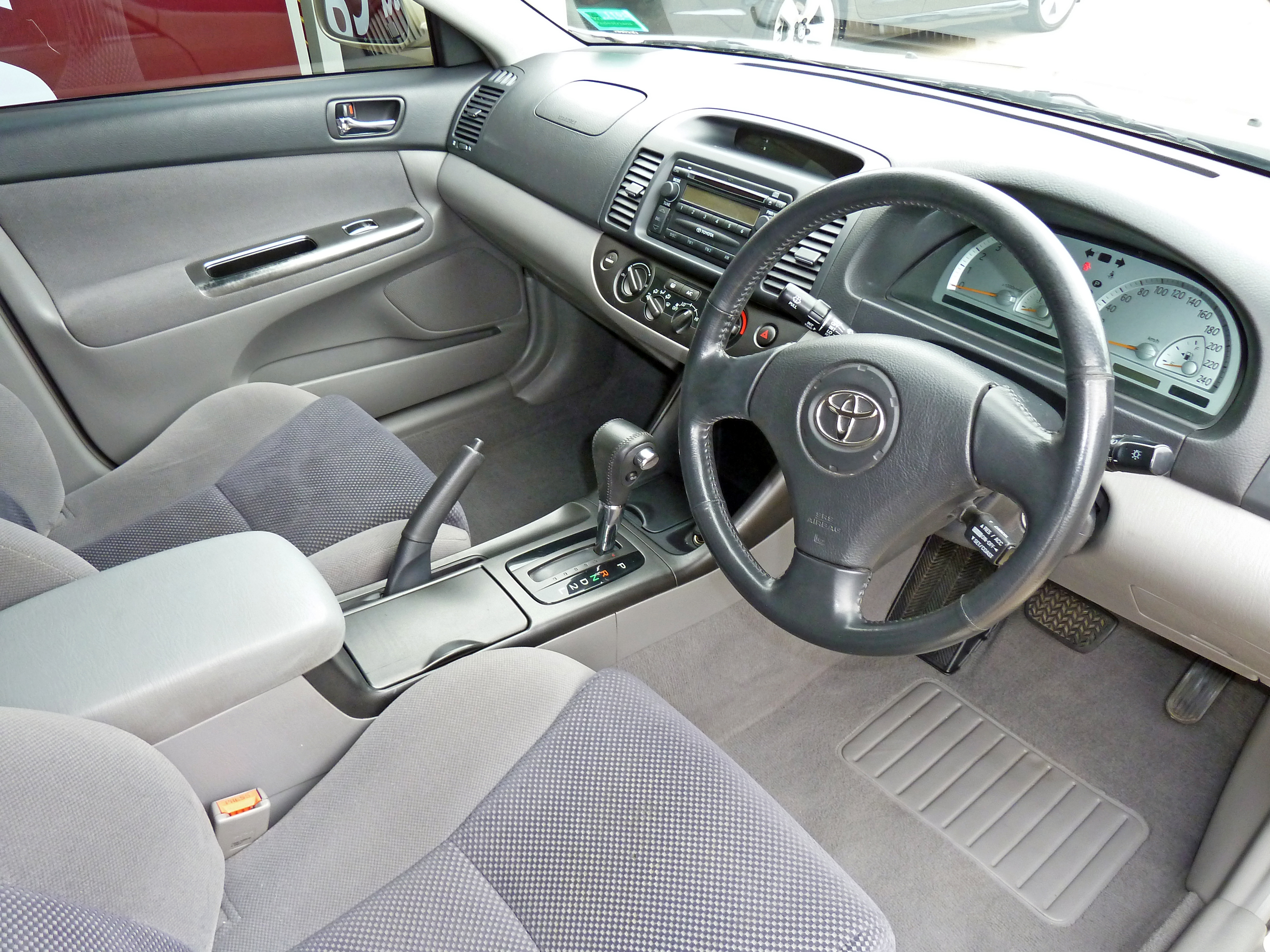
Салон

У вересні 2001 року стартував випуск Camry п'ятого покоління. Абсолютно новий дизайн, повністю перероблений салон (ще вища якість, ще більш дорогий вид). Довжина зменшилася до 4805 мм, зате колісна база збільшилася до 2720. Заслужену «четвірку» 2.2 замінили новою, робочим об'ємом 2,4 л з системою VVT-i (152 к.с., 218 Нм), а колишню трилітрову «шістку» розкочегарили до 210 «коней» (у моделей для Європи і України її потужність дорівнювала 186 силам). Пізніше двигун V6 поступився місцем новому мотору V6 3.3 (225 к.с.). Перші роки машини комплектувалися старими «механікою» і «автоматом». Пізніше Чотирьохдіапазонну автоматичну коробку замінили п'ятиступінчастою. Передня і задня підвіска типу Макферсон. У Camry з'явилися система стабілізації і бічні надувні «шторки» безпеки. Коефіцієнт аеродинамічного опору дорівнює всього 0,28. Зрозуміло, все це не могло не позначитися на продажах: Toyota увійшла до списку бестселерів США.
Салон в новій Тойоті став просторішим. Таким чином, автомобіль почав відповідати більш високим показникам за якістю матеріалів, використовуваних в обробці салону. У салоні Camry 2,4 л VVT-i використовується високоякісна тканинна обробка, а також шкіряна обробка в якості опції. А для автомобілів з двигуном 3,0 л V6 обробка салону шкірою входить в стандартну комплектацію. Відчуття ексклюзивності салону створюється завдяки використанню шкіряної обробки важеля КПП, хромованим внутрішнім ручкам дверей, а також обробкою під дерево на консолі і панелях управління. Всередині автомобіля дійсно комфортно і затишно. Інтер'єр ретельно продуманий. Це і комфортабельні сидіння, і автоматична система кондиціонування, електричні склопідйомники, чудова звукоізоляція. До речі, в стандартну комплектацію всіх моделей входить клімат-контроль. Однією з інновацій нової Camry є забезпечення водієві кругового огляду. Вітрове скло і бічні дзеркала покриті водовідштовхувальним матеріалом, бічне дзеркало водія з широким кутом огляду має систему підігріву, внутрішнє дзеркало забезпечено системою автоматичного затемнення. Над центральною консоллю встановлений багатофункціональний дисплей. Він відстежує робочі параметри автомобіля, збираю інформацію з бортовою електронної апаратури. На дисплей виводяться всі необхідні водієві дані: час, температура повітря, свідчення маршрутного комп'ютера, в тому числі середній і миттєву витрату палива, середня швидкість і можливий кілометраж на останньому паливі.
Антиблокувальна система (ABS) з електронним розподілом зусилля по колесах (EBD) допомагає Camry зберігати керованість при різкому гальмуванні або при гальмуванні на слизькій поверхні шляхом запобігання втрати зчеплення коліс з дорогою. EBD доповнює ABS, оптимізуючи розподіл гальмівної сили по колесах. Діючи спільно, ці системи запобігають блокуванню коліс і дозволяють об'їжджати перешкоди в процесі гальмування.
Підсилювач екстреного гальмування BA автоматично підвищує ефективність екстреного гальмування, якщо ви швидко загальмували, але недостатньо сильно натиснули на педаль. Ця функція реалізується шляхом вимірювання швидкості переміщення і зусилля на гальмівні педалі і при необхідності подальшого збільшення гальмівного тиску. Така допомога ледь помітна, але незамінна, а ступінь її інтенсивності залежить від дії водія при гальмуванні. Система курсової стійкості (VSC) регулює гальмівне зусилля і потужність двигуна, не допускаючи пробуксовки при повороті на слизькій дорозі або при різкому повороті рульового колеса.

#### Двигуни
- 2.4 л 2AZ-FE I4, 157 к.с.
- 3.0 л 1MZ-FE V6, 192 к.с. без VVT-i (2002), 210 к.с. з VVT-i (2003—2006)
- 3.3 л 3MZ-FE V6 SE (2004—2006), 225 к.с.

## Camry Solara

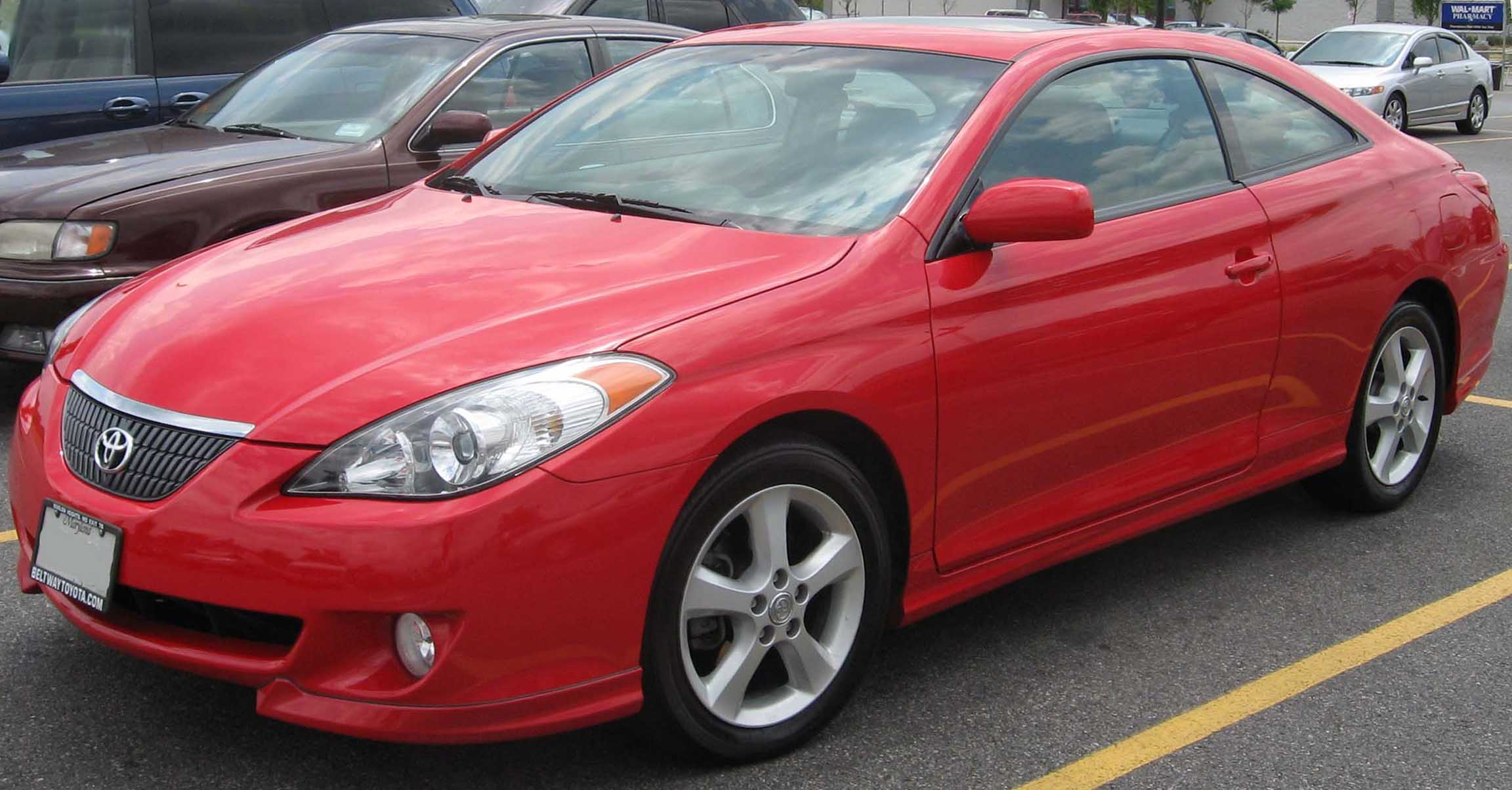
Toyota Camry Solara 2 купе

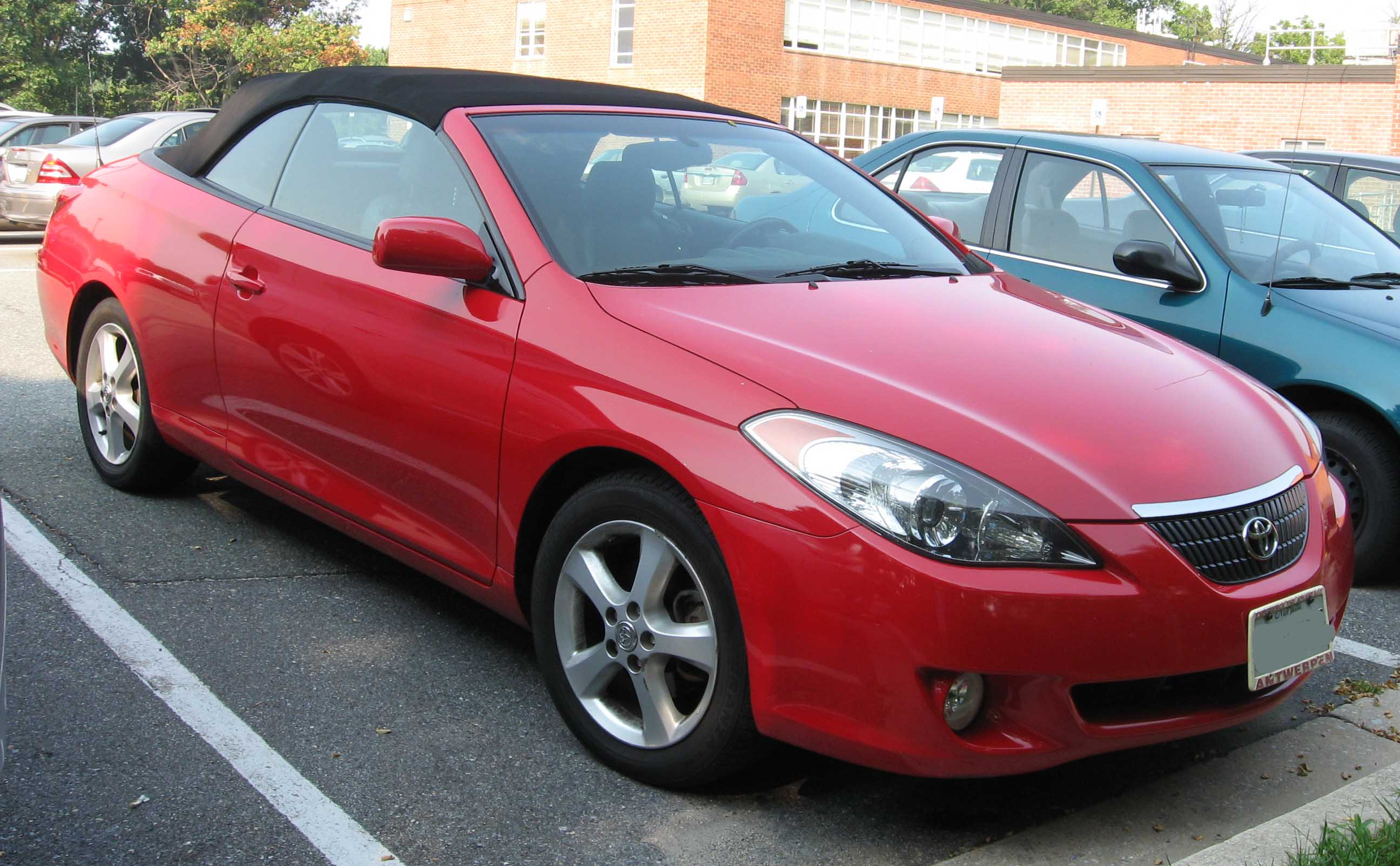
Toyota Camry Solara 2 кабріолет

До модельного року 2003 року Camry Solara залишився на колишньому шасі XV20 і отримав лише незначні модернізації передньої та задньої частини. Однак Solara отримала той же 2,4-літровий двигун 2AZ-FE I4, який був доступний для седана Camry.
Toyota Camry Solara другого покоління була представлена у 2003 році як модель 2004 року. Знову ж таки, стиль від Camry кардинально відрізнявся, беручи дизайнерські підказки від Lexus SC 430.

## Toyota Camry TS-01

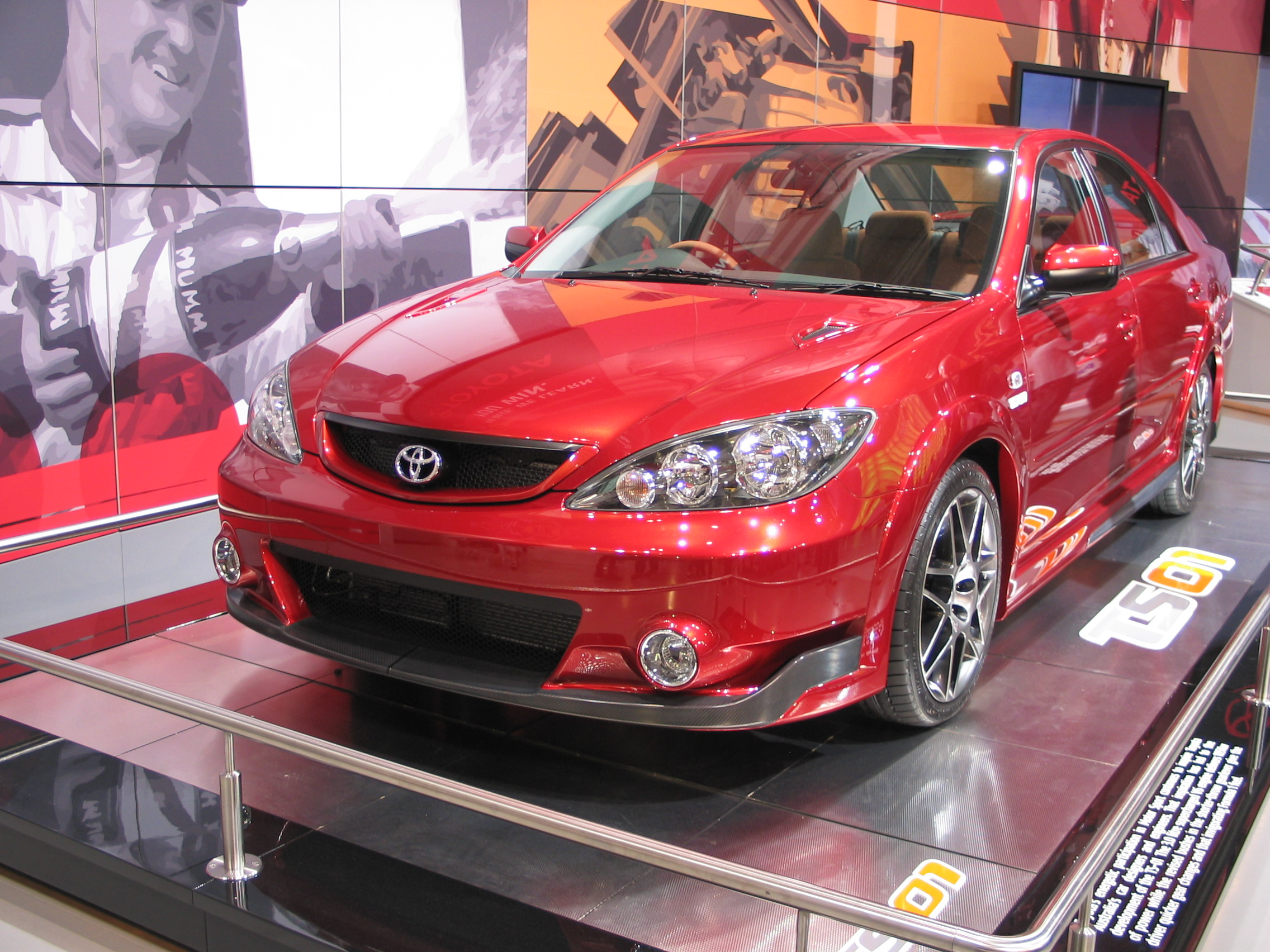
Toyota Camry TS-01

Високопродуктивна концепція Toyota Camry під назвою Toyota Camry TS-01 була показана на Міжнародному автосалоні в Мельбурні 2005 року. Цей концептуальний автомобіль мав значні експлуатаційні та візуальні оновлення від серійної Toyota Camry і натякнув на TRD Aurion.